# Jackass 3D
Jackass 3D – amerykańsko-rumuńska komedia dokumentalna z 2010 roku w reżyserii Jeffa Tremaine’a. Film zrealizowany w najnowszej technologii trójwymiarowej.

## O filmie
Jackass, program rozrywkowy MTV, realizowany w 2000 roku, to przede wszystkim dowcipy (często wulgarne), kaskaderskie wyczyny, niebezpieczne wygłupy jego bohaterów. Mimo że już od pierwszego odcinka serialu w MTV pojawiło się ostrzeżenie, że wyczyny prezentowane na ekranie są dokonywane przez profesjonalistów i nie należy ich powielać, to popisy grupy stały się wśród młodzieży kultowe i znalazły nawet swoich naśladowców.
Na całym świecie powstały regionalne grupy „Jackassów”, publikujące swoje wyczyny w Internecie. Nic dziwnego, że pojawiła się także filmowa wersja programu. Film Jackass: Świry w akcji z 2002 roku miał być pożegnaniem dla fanów programu po zakończeniu jego emisji w telewizji. Jednak w 2006 roku powstał następny pełnometrażowy film Jackass Number Two i oczywiście także odniósł sukces. Teraz przyszedł czas na trzeci film z udziałem bohaterów programu.

## Obsada
- Johnny Knoxville
- Bam Margera
- Jeff Tremaine
- Ryan Dunn
- Steve-O
- Jason "Wee Man" Acuna
- Preston Lacy